# Nishikyogoku Atletiekstadion
Het Takebishistadion  (Japans: たけびしスタジアム京都)  is een multifunctioneel stadion in Kyoto, een stad in Japan. Het stadion is tevens bekend onder de naam Nishikyogoku veelomvattend Sportpark Atletiekstadion　(西京極総合運動公園陸上競技場), maar vanwege de sponsor wordt het in ieder geval tot 2029 Takebishi genoemd.
In het stadion is plaats voor 20.242 toeschouwers. Het stadion werd geopend in 1942.
In het stadion ligt een grasveld van 125 bij 78 meter en eromheen ligt een atletiekbaan. Het stadion wordt vooral gebruikt voor voetbal- en atletiekwedstrijden, de voetbalclub Kyoto Sanga FC maakte tot 2019 gebruik van dit stadion. Er werden in 1993 wedstrijden op het wereldkampioenschap voetbal onder 17 van 1993 gespeeld. In totaal waren er zeven wedstrijden, zes groepswedstrijden en een kwartfinale.